# Cimetière de Ferncliff
Le cimetière et mausolée de Ferncliff est situé au 280 Secor Road dans le hameau de Hartsdale, ville de Greenburgh, comté de Westchester, New York, États-Unis, à environ 25 miles (40 km) au nord de Manhattan. Il a été fondé en 1902 et est multiconfessionnel. Ferncliff possède trois mausolées communautaires comprenant des columbariums, un crématorium, une petite chapelle et un bureau principal situé à l'arrière du bâtiment principal.

## Mausolées
Le cimetière de Ferncliff possède trois mausolées communautaires qui offrent ce que le New York Times a décrit comme des « espaces funéraires somptueux ». Ce cimetière comprend des columbariums.

### Ferncliff
Le mausolée de Ferncliff, alias « La cathédrale des souvenirs », est le plus ancien mausolée du cimetière, construit en 1928. Il a une architecture classique, mais les couloirs sont sombres et sans vitres, pour laisser passer la lumière naturelle. Ed Sullivan et Joan Crawford sont deux des inhumations les plus célèbres du mausolée principal.

### Sanctuaire des souvenirs
Le sanctuaire des souvenirs est le deuxième mausolée de Ferncliff et a été construit en 1956. « Shrine of Memories » est une structure plus contemporaine que le mausolée de Ferncliff. Il dispose de nombreuses vitres pour laisser passer la lumière du jour, et le hall principal du bâtiment contient une peinture d'un portrait de Christophe Colomb. Basil Rathbone est l'un des inhumés les plus célèbres de « Shrine of Memories ».

### Rosewood
Rosewood est le mausolée communautaire le plus récemment achevé de Ferncliff, ayant été construit en 1999. Joseph J. Mangan en a été l'architecte. La chanteuse Aaliyah et son père Michael Haughton ont un caveau privé à Rosewood. Cab Calloway est enterré avec sa femme Zulme « Nuffie ».

## Pierres tombales
Le cimetière est également connu pour ses sépultures dans des sections situées devant les mausolées. Ferncliff est l'un des rares cimetières qui n'autorise pas les stèles dans ses parcelles extérieures. Toutes les pierres tombales extérieures sont des dalles funéraires. Cette caractéristique facilite l'entretien du terrain du cimetière. Cependant, plusieurs stèles ont été placées avant que cette politique ne soit instituée. Les sépultures les plus célèbres, comme celle de Malcolm X, se trouvent dans la parcelle Pinewood B.

## Personnalités inhumées
- Aaliyah (1979–2001), chanteuse, actrice, mannequin, danseuse ; son père Michael Haughton (1951-2012), repose au-dessus d'elle ;
- Arthur W. Aleshire (1900–1940), membre du Congrès ;
- Paul Althouse (1889–1954), chanteur d'opéra ;
- Harold Arlen (1905–1986), compositeur ;
- Tommy Armour (1895–1968), golfeur professionnel de renommée internationale, présent au World Golf Hall of Fame ;
- Leopold Auer (1845–1930), violoniste ;
- Arleen Augér (1939–1993), chanteuse d'opéra ;
- Albert E. Austin (1877–1953), membre du Congrès américain du Connecticut ;
- Arthur Baer (1886–1969), journaliste ;
- James Baldwin (1924–1987), romancier, essayiste ;
- Richard Barthelmess (1895–1963), acteur ;
- Béla Bartók (1881–1945), compositeur, pianiste, enseignant ;
- Charles A. Beach (1881-1954), mannequin, directeur de studio ;
- Charles A. Beard (1874–1948), éducateur, historien ;
- Mary Ritter Beard (1867–1958), historienne ;
- Harry Belafonte (1927-2023), chanteur, acteur et militant pour les droits civiques ;
- Ouida Bergère (1886–1974), actrice et scénariste ;
- Joseph P. Bickerton Jr. (1878–1936), avocat, producteur de théâtre ;
- Sherman Billingsley (1900–1966), restaurateur, propriétaire du Stork Club ;
- Ray Bloch (1902–1982), compositeur, auteur de chansons et arrangeur ;
- Clint Blume (1898–1973), joueur de baseball ;
- Ballington Booth (1857–1940), réformateur social (Volunteers of America) ;
- Maud Booth (1865–1948), cofondatrice de Volunteers of America ;
- Irène Bordoni (1895–1953), actrice et chanteuse ;
- Connee Boswell (1907–1976), chanteuse ;
- Peaches Browning (1910–1956), actrice ;
- John Brownlee (1900–1969), baryton australien ;
- Adolph Caesar (1933–1986), acteur ;
- Cab Calloway (1907–1994), musicien ;
- Northern Calloway (1948–1990), acteur ;
- Anthony Campagna (1884–1969), promoteur immobilier ;
- Salvatore Cardillo (1880–1947), compositeur ;
- Hattie Carnegie (1880–1956), styliste ;
- Thomas Carvel (1906–1990), fondateur de la société Carvel Ice Cream ;
- Boris Chaliapin (1904–1979), artiste, portraitiste, fils du chanteur d'opéra russe Fédor Chaliapine, frère de l'acteur Fiodor Chaliapine fils ;
- Mady Christians (1900–1951), actrice ;
- Michael « Trigger Mike » Coppola (1900–1966), mafioso ;
- Alexander Cores (1900–1994), violoniste, Dorian String Quartet ;
- Joan Crawford (c. 1905–1977), actrice ;
- Ossie Davis (1917–2005), acteur ;
- Lya De Putti (1899–1931), actrice ;
- Ruby Dee (1922–2014) actrice ;
- Jack Donahue (1888–1930), acteur et danseur ;
- O. L. Duke (1953–2004), acteur ;
- Charles Evans (1926–2007), chef d'entreprise, frère aîné de Robert ;
- Robert Evans (1930–2019), producteur de films ;
- Mit'hat Frashëri (1880–1949), diplomate, écrivain et homme politique albanais ;
- Lew Fields (1867–1941), acteur et comédien ;
- John Flanagan (1865–1952), sculpteur américain ;
- Michel Fokine (1880–1942), chorégraphe ;
- Donald Foster (1889–1969), acteur ;
- Nahan Franko (1861–1930), musicien ;
- Anis Fuleihan (1900–1970), musicien ;
- Betty Furness (1916–1994), actrice, défenseuse des consommateurs et commentatrice ;
- Jane Gail (1890–1962), actrice ;
- Maria Gay (1879–1943), chanteuse d'opéra catalane ;
- Lawrence Otis Graham (1961–2021), avocat et auteur ;
- Minnie Gentry (1915–1993), actrice ;
- Johnny Gunther (1929–1947), fils de John Gunther et sujet de Death Be Not Proud ;
- Oscar Hammerstein II (1895–1960), librettiste ;
- Annette Hanshaw (1901–1985), chanteuse ;
- Renee Harris (1876–1969), productrice de théâtre ;
- Moss Hart (1904–1961), dramaturge et metteur en scène ;
- Kitty Carlisle Hart (1910–2007), actrice et chanteuse ;
- Irene Hayes (1896–1975), femme d'affaires ; a fondé Irene Hayes Wadley & Smythe et Gallagher's Steakhouse ;
- Robert Holland (1940–2021), chef d'entreprise ;
- Karen Horney (1885–1952), psychiatre ;
- Alberta Hunter (1895–1984), chanteuse et auteur-compositeur ;
- Jam Master Jay (1965–2002), DJ de Run-DMC ;
- Jerome Kern (1885–1945), compositeur ;
- Juliana Young Koo (1905–2017), diplomate américano-chinoise ;
- Wellington Koo (1888–1985), diplomate, homme d'État, ambassadeur de la République de Chine ;
- Hsiang-Hsi Kung (1881–1967), diplomate, homme d'État, ambassadeur de la République de Chine ;
- Avon Long (1910–1984), acteur, chanteur et danseur ;
- Marion Lorne (1883–1968), actrice ;
- James Male (c. 1896–1947), avocat et membre de l'Assemblée de l'État de New York ;
- Moms Mabley (1899–1975), comédien ;
- Michael Malloy (1873–1933), victime d'un meurtre ;
- Hugh Marlowe (1911–1982), acteur ;
- Elsa Maxwell (1883–1963), chroniqueuse, personnalité mondaine ;
- Jeffrey Miller (1950–1970), victime de la fusillade de l'université d'État de Kent et sujet de la photo iconique de John Filo sur cet événement ;
- Ludwig von Mises (1881–1973), économiste et philosophe ;
- Thelonious Monk (1917–1982), musicien ;
- Khalid Abdul Muhammad (1948–2001), nationaliste et séparatiste noir ;
- Ona Munson (1910–1955), actrice ;
- Dwight Arrington « Heavy D » Myers (1967–2011), rappeur et acteur ;
- Nat Nakasa (1937–1965), écrivain sud-africain ; sa dépouille a été rapatriée en Afrique du Sud le 19 août 2014 pour être réinhumée à Chesterville, Durban, Afrique du Sud, en septembre 2014 ;
- Dagmar Nordstrom (1903–1976), pianiste, compositeur, l'une des Nordstrom Sisters ;
- Frederick O'Neal (1905–1992), acteur ;
- William Oberhardt (1882–1958), artiste, portraitiste, illustrateur, sculpteur ;
- David M. Potts (1906–1976), membre du Congrès américain, Chambre des représentants (NY) ;
- Leopold Prince (1880–1951), avocat, député de l'État de New York, juge, chef d'orchestre ;
- Anne Eisner Putnam (1911–1967), peintre ;
- Otto Rank (1884–1939), psychiatre ;
- Vincenzo Rao (1898–1988), mafieux de la famille Lucchese ;
- Connie Rasinski (1907–1965), animatrice ;
- Basil Rathbone (1892–1967), acteur ;
- Sharon Redd (1945–1992), chanteuse ;
- Charles Revson (1906–1975), fondateur des cosmétiques Revlon ;
- Peter Revson (1939–1974), pilote de course ;
- Paul Robeson (1898–1976), acteur, chanteur et militant des droits civiques ;
- Gene Rodemich (1890–1934), pianiste et chef d'orchestre ;
- Arsenio Rodríguez (1911–1970), compositeur et chef d'orchestre cubain ;
- Sigmund Romberg (1887–1951), compositeur ;
- Jerry Ross (1926–1955), auteur-compositeur ;
- Diana Sands (1934–1973), actrice ;
- Friedrich Schorr (1888–1953), chanteur d'opéra ;
- Gerlando Sciascia (1934–1999), caporegime de la famille Bonanno, caporegime du clan Rizzuto ;
- Malik Sealy (1970–2000), gardien de la NBA (Minnesota Timberwolves) ;
- Betty Shabazz (1936–1997), philosophe, épouse de Malcolm X ;
- Malcolm Shabazz (1984–2013), petit-fils de Malcolm X ;
- Toots Shor (1903–1977), restaurateur ;
- Otto Soglow (1900–1975), auteur et caricaturiste (The New Yorker) ;
- Zhang Youyi (1900–1988), première épouse du poète chinois Xu zhimo ;
- Soong Ai-ling (1888–1973), l'aînée des trois Sœurs Soong[1] ;
- Soong May-ling (1897–2003), première dame de Taïwan[2],[3] ;
- T. V. Soong (1894–1971), financier et diplomate; chairman de la National Bank of China et frère des sœurs Soong ;
- Alfred Steele (1901–1959), président du conseil d'administration de Pepsi, marié à Joan Crawford ;
- Preston Sturges (1898–1959), écrivain et réalisateur ;
- Ed Sullivan (1901–1974), chroniqueur et animateur de télévision ;
- Anya Taranda (1915–1970), mannequin et showgirl ;
- Diana Trilling (1905–1996), auteur et critique littéraire ;
- Lionel Trilling (1905–1975), critique littéraire ;
- Judy Tyler (1932–1957), actrice ;
- Myrtle Vail (1888–1978), actrice ;
- David Warfield (1866–1951), acteur ;
- Cornell Woolrich (1903–1968), auteur et scénariste ;
- Malcolm X (El-Hajj Malik El-Shabazz; né Malcolm Little, 1925–1965), leader des droits de l'homme ;
- Hilda Yen (1904–1970), personnalité de la société chinoise, aviateur et diplomate, bahaïste ;
- Joe Young (1889–1939), compositeur ;
- Whitney Young (1921–1971), réformateur social (National Urban League).

## Crémations
Le cimetière de Ferncliff possède le seul crématorium du comté de Westchester, à New York, et effectue environ 10 % des crémations dans l'État de New York. En raison des ordonnances locales, aucun crématorium supplémentaire ne peut être construit dans le comté de Westchester.

### Transfert des cendres
Les personnalités dont les restes ont été incinérés à Ferncliff et dont les cendres ont été emportées ailleurs comprennent :
- Diane Arbus (1923-1971), photographe artistique connue pour ses photographies de personnes marginalisées considérées comme laides ou surréalistes ;
- Alan Freed (1921–1965), DJ radio connu sous le nom du « Père du Rock & Roll ». Ses cendres ont été transférées au Rock and Roll Hall of Fame en 2002 ;
- Jim Henson (1936–1990), créateur des Muppets. Ses cendres ont été dispersées dans son ranch de Santa Fe, au Nouveau-Mexique ;
- John Lennon (1940-1980), chanteur et auteur-compositeur (The Beatles) ;
- Alan Jay Lerner (1918-1986), compositeur et dramaturge ;
- Nelson Rockefeller (1908-1979), gouverneur de New York et vice-président des États-Unis. Ses cendres ont été dispersées sur son domaine ;
- Christopher Reeve (1952–2004), acteur surtout connu pour son rôle du personnage principal dans Superman et ses trois suites ;
- Nikola Tesla (1856-1943), scientifique de l'électrotechnique. Ses cendres ont été déposées au Musée Nikola Tesla de Belgrade ;
- Lenore Ulric (1892-1970), actrice ;
- Raymond Walburn (1887-1969), acteur ;
- Ed Sullivan (1901-1974), chroniqueur et animateur de télévision.